# Incendiary
Pour plus de détails, voir Fiche technique et Distribution.
Incendiary est un film britannique réalisé par Sharon Maguire et sorti le 24 octobre 2008 au cinéma au Royaume-Uni. En France, le film est sorti directement en DVD le 18 janvier 2011. Incendiary est tiré du roman éponyme écrit par Chris Cleave et sorti en 2005.

## Synopsis
Une jeune mère voit sa vie s'écrouler le jour où, en plein adultère avec Jasper, son mari et son fils sont tués dans un attentat suicide lors d'un match de football à Londres.

## Fiche technique
- Réalisation : Sharon Maguire
- Scénario : Sharon Maguire
- D'après le roman de Chris Cleave
- Production : Adrienne Maguire, Andy Paterson et Anand Tucker
- Musique :Barrington Pheloung et Shigeru Umebayashi
- Directeur artistique : Chris Lowe et Alexandra Walker
- Décors : Gemma Ryan
- Costume : Stephanie Collie
- Photographie : Ben Davis
- Montage : Valerio Bonelli
- Producteur : Adrienne Maguire et Andy Paterson et Anand Tucker
- Budget : 10 000 000 $ (estimation)
- Format : 35 mm
- Langue : anglais
- Dates de sortie : 
  -  France : mai 2008 (Festival de Cannes)
  -  Royaume-Uni : 18 octobre 2008 (Festival de Londres) - 24 octobre 2008 (sortie nationale)
  -  Belgique : 7 janvier 2009

## Distribution
- Michelle Williams - la mère
- Ewan McGregor (VF : Fabrice Josso) - Jasper Black
- Matthew Macfadyen - Terrance Butcher
- Nicholas Gleaves - Lenny
- Sidney Johnston - le fils
- Nicholas Courtney - l’archevêque de Canterbury

## À noter
- Le film est tiré du roman Incendiary publié en 2005 par Chris Cleave.
- Le tournage s'est déroulé en 2007 à Londres puis à St Albans.
- En France, le film est sorti directement en DVD le 18 janvier 2011.